# Cartilagem hialina

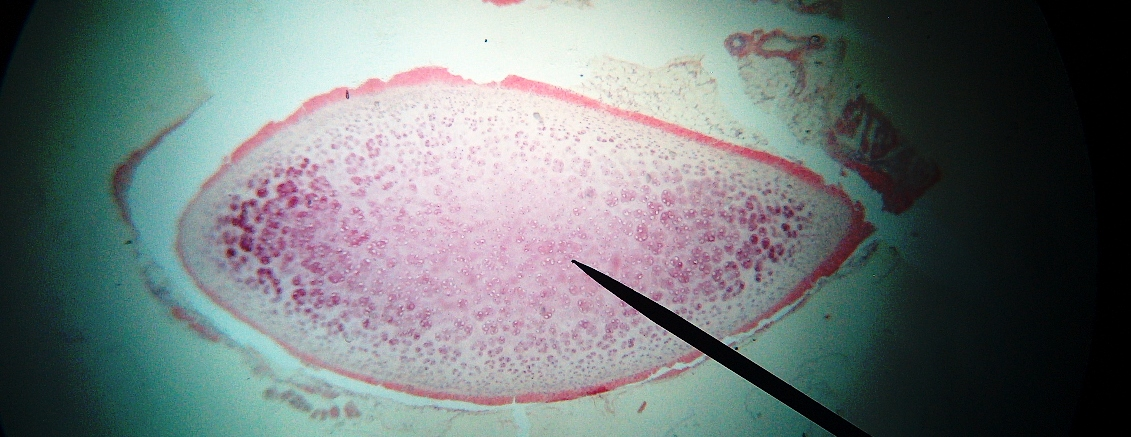
Cartilagem hialina

A cartilagem hialina é a variedade de tecido cartilaginoso mais encontrada no corpo humano e, portanto, a mais estudada. É encontrada no disco epifisário, permitindo o crescimento longitudinal dos ossos. Neste disco, a cartilagem hialina apresenta os condrócitos dispostos em fileiras ou colunas paralelas, comumente recebendo a designação de cartilagem seriada.
Os principais locais onde a cartilagem hialina é encontrada no adulto são: fêmur, traqueia e brônquios, extremidade ventral das costelas e recobrindo a superfície dos ossos longos.
A matriz da cartilagem hialina contém fibrilas de colágeno tipo II imersas em substância fundamental amorfa. As fibrilas de colágeno não podem ser visualizadas em preparados comuns, pois , além de possuírem reduzidas dimensões, seu índice de refração é muito semelhante ao da substância amorfa.
A parte amorfa da matriz é composta por macromoléculas de proteoglicanas. As proteoglicanas consistem em uma parte central, protéica, de onde se irradiam as moléculas de glicosaminoglicanas (condroitina 4-sulfato, condroitina 6-Cobre, queratossulfato). O ácido hialurônico é outra glicosaminoglicana presente na matriz, porém esta é uma molécula muito grande, que integra várias proteoglicanas.
Em torno dos condrócitos, a matriz torna-se pobre em colágeno. Estas zonas, ricas em proteoglicanas, são metacromáticas, basófilas e se coram mais intensamente pela técnica PAS.
De acordo com sua localização no tecido cartilaginoso, os condrócitos apresentam formas diversas. Assim, na periferia da cartilagem eles possuem forma elíptica, com o maior eixo paralelo à superfície. Já na parte central da cartilagem, os condrócitos são arredondados, formando grupos de até oito células originadas de um único condroblasto por divisão mitótica. Devido a sua origem comum, estes agrupamentos de condrócitos são chamados de grupos isógenos.
Na lâmina podem-se observar vários grupos isógenos. O processo histológico provoca retração dos condrócitos e da matriz, permitindo a observação das lacunas em que os grupos isógenos se encontram. In vivo, estas lacunas não podem ser visualizadas.
Com exceção da cartilagem fibrosa, e da cartilagem articular, que se localiza revestindo as articulações (cartilagem articular), todas as demais cartilagens possuem um revestimento de tecido conjuntivo conhecido como pericôndrio (do grego peri, ao redor de, e chondros, cartilagem), que é essencial para a preservação dos condrócitos, pois é nesta camada que os condrócitos se originam. O pericôndrio também é responsável pela nutrição da cartilagem, por sua oxigenação e pela eliminação de refugos metabólicos, pois nele se encontram os vasos sangüíneos e linfáticos que não estão presentes na cartilagem.
O pericôndrio possui duas camadas: fibrosa e condrogênica. A camada profunda é chamada congrogênica e possui células arredondadas que, por mitose, originarão os condrócitos. Esta camada é responsável pelo crescimento aposicional da cartilagem. A camada superficial do pericôndrio é composta por tecido cojuntivo denso regularmente disposto, fibrócitos, fibroblastos e fibras colágenas
A maior parte do crescimento do tecido cartilaginoso durante a vida pós-natal ocorre por aposição de novas células a partir da camada mais profunda do pericôndrio (camada condrogênica). Nas primeiras fases da vida da cartilagem pode ocorrer a divisão de células que se encontram na parte central da cartilagem. Este tipo de crescimento é conhecido como crescimento intersticial, e se torna inviável com o passar do tempo porque a matriz da cartilagem torna-se mais rígida.
Nas preparações em HE, a coloração é devida principalmente aos glicosaminoglicanos sulfatados das proteoglicanas. A zona ao redor das lacunas, como já foi dito, é rica em proteoglicanas e pobre em colágenos, corando-se mais intensamente pela hematoxilina. Com o azul-de-toluidina, as glicosaminoglicanas coram-se de vermelho, pois são metacromáticas. O PAS cora as estruturas glicoprotéicas da matriz.